# Église Saint-Paul d'Orgeval
L'église Saint-Paul d'Orgeval est une église paroissiale catholique de Reims située 29 rue du Docteur-Albert-Schweitzer. Elle est dédiée à saint Paul.

## Historique
L'église Saint-Paul, de l’architecte Jean-Loup Roubert, a été construite en 1969 au sein du quartier de l’Europe.
À l’époque de la construction, le secteur était appelé ZUP Laon – Neufchatel et était situé en périphérie du Faubourg de Laon – Neufchatel. L'église fut construite avec les deniers de Madame Charbonneaux, propriétaire entre autres de la ferme Pierquin.
En octobre 2014, une partie du toit s’est effondrée à la suite d’une fuite d'eau. Un arrêté de mise en péril a été émis jusque sa remise en état.

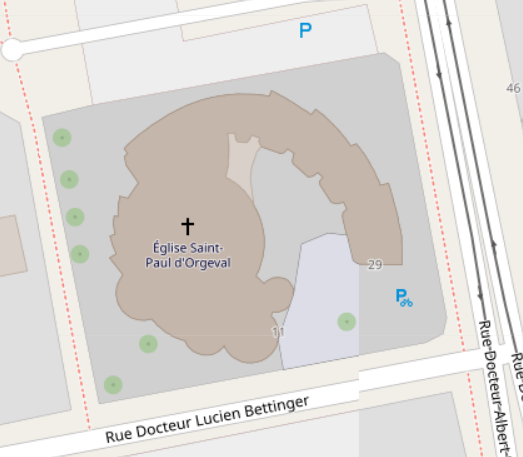
Église Saint-Paul d'Orgeval schématisée vue de dessus.

## Caractéristiques

### Extérieur
L'église Saint-Paul n'est pas organisée en croix comme les églises historiques mais est formée à partir de cercles en progression concentrique avec un toit incliné.
Elle se place dans le même courant que l'église Saint-Vincent de Paul de Reims, elle-même formée d’un seul cercle avec un toit plat. Elle est réalisée en béton armée et recouverte d’un parement en brique.

### Intérieur
Le bâtiment est construit sans piliers intérieurs. La charpente est en bois avec des poutres et des lambris apparents. Le chœur est éclairé par une ouverture en forme de « hublot » apportant une lumière naturelle dite zénithale.

### Dimensions
L'église Saint-Paul mesure ?.